# Joachim-Ernest de Brandebourg-Ansbach
Joachim-Ernest (22 juin 1583, Cölln – 7 mars 1625, Ansbach) est margrave de Brandebourg-Ansbach de 1603 à sa mort.

## Famille
Joachim-Ernest est le fils de l'électeur Jean-Georges de Brandebourg et de son épouse Élisabeth d'Anhalt-Zerbst.
En 1598, le margrave Georges-Frédéric de Brandebourg-Ansbach, dernier représentant de la lignée des Hohenzollern de Franconie, règle sa succession par le traité de Gera : à sa mort, qui survient en 1603, le margraviat de Brandebourg-Ansbach revient à Joachim-Ernest et celui de Brandebourg-Kulmbach revient à son frère aîné Christian.
À l'époque où éclatent les conflits religieux dans l'Allemagne du XVIIe siècle, Joachim-Ernest se range dans le camp des protestants calvinistes et soutient les rebelles néerlandais. Il participe activement à la réalisation de l'Union protestante, fondée en 1608 dans son État. L'empereur possédant la suprématie militaire, l'Union protestante opte pour le camp impérial. Après la guerre de Trente Ans et la dissolution de l'Union, les catholiques romains rendent Joachim-Ernest responsable de cette guerre.

## Mariage et descendance
En 1612, Joachim-Ernest épouse Sophie de Solms-Laubach (1594-1651), fille du comte Jean-Georges de Solms-Laubach. Cinq enfants sont nés de cette union :
- Sophie de Brandebourg-Ansbach (1614-1646), épouse en 1641 son cousin germain le prince Erdmann-Auguste de Brandebourg-Bayreuth ;
- Frédéric III (1616-1634), margrave de Brandebourg-Ansbach ;
- Albert (1617-1617) ;
- Albert II (1620-1667), margrave de Brandebourg-Ansbach ;
- Christian (1623-1633).